# Autoroute 540 (Vaudreuil-Dorion)
Pour l’article homonyme, voir Autoroute 540 (Québec).
L'autoroute 540 (A-540) de Vaudreuil-Dorion était de 1967 à 2012 l'une des deux autoroutes du Québec numérotée 540. Elle était située dans l'ouest de la Montérégie.

## Historique
L'autoroute 540 servait de lien entre les autoroutes 20 (autoroute du Souvenir) et 40 (autoroute Félix-Leclerc), permettant les échanges entre Toronto et Montréal par un itinéraire totalement autoroutier, comme l'autoroute 20 (autoroute 401 en Ontario) reliant la péninsule de Vaudreuil-Soulanges et Toronto prenant la géométrie d'un boulevard à l'intérieur de Vaudreuil-Dorion et l'accès autoroutier à l'île de Montréal se faisant par le pont de l'Île-aux-Tourtes et la route Transcanadienne (A-40). Avec ses 5 kilomètres, l'autoroute 540 était pendant plusieurs années la plus courte autoroute québécoise. Elle perd ce titre en 2011, lors de l'ouverture de l'autoroute 930 qui elle mesure 2,5 kilomètres.[réf. nécessaire] L'autre autoroute portant le numéro 540, toujours ainsi numérotée, se trouve à Québec.  
L'autoroute 540 est intégrée à l'autoroute 30 le 15 décembre 2012 lors du parachèvement de cette autoroute et la mise en service du pont Serge-Marcil.

## Liste des sorties
| Municipalité     | Sortie  | Intersection                                                                 |
| ---------------- | ------- | ---------------------------------------------------------------------------- |
| Vaudreuil-Dorion | 1 Début | A-20, vers A-401, Vaudreuil-Dorion, Montréal / Toronto                       |
| Vaudreuil-Dorion | 2       | Route 342 Route Harwood (accessible par la 540 Nord seulement)               |
| Vaudreuil-Dorion | 3       | Route 340, Saint-Lazare / Vaudreuil-Dorion (Boulevard de la Cité-des-Jeunes) |
| Vaudreuil-Dorion | 4 Fin   | A-40, vers A-417, Montréal, Ottawa/Gatineau                                  |